# Italienische Frau mit Kindern am Fluss

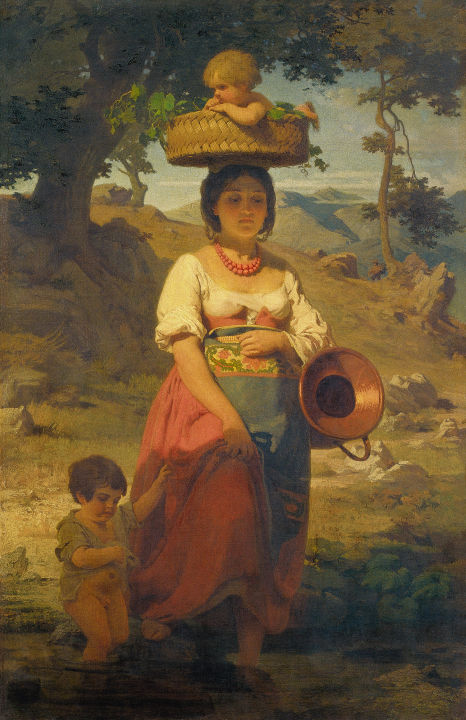
Italienische Frau mit Kindern am Fluss
Johann Köler, 1862
82,5 × 53,5 cm
Öl auf Leinwand
Kumu, Tallinn

Italienische Frau mit Kindern am Fluss (estnisch: Itaallanna lastega ojal) ist ein 82,5 Zentimeter hohes und 53,5 Zentimeter breites, in Öl auf Leinwand ausgeführtes Gemälde des estnischen Malers Johann Köler aus dem Jahr 1862. Es handelt sich um ein Beispiel für die Italienrezeption in Nordeuropa und gehört zu den realistischen Werken Kölers, der sich von der akademischen Malerei abgewandt hatte. Er hatte sich in den Jahren 1858 und 1859 in Italien aufgehalten, kannte somit das Land aus eigener Anschauung. Die Italienische Frau mit Kindern am Fluss gehört zur Sammlung des Kumu in Tallinn.
Das Gemälde zeigt eine Frau in Ganzkörperansicht, die mit ihrem linken Fuß im Fluss steht, ihr rechter befindet sich noch am Ufer. Sie trägt eine Tracht und eine Halskette. Auf ihren Kopf balanciert sie einen Korb, in dem sich ein kleines Kind befindet. Am linken Arm trägt die Frau ein Gefäß. Rechts neben ihr steht ein kleiner Junge im Wasser, der nur mit einem offenen Jäckchen bekleidet ist. Der Fluss nimmt nur einen kleinen Abschnitt im Bildvordergrund ein. Dahinter öffnet sich eine Landschaft mit verstreuten Gesteinsbrocken und Vegetation. In der linken oberen Bildecke befindet sich der einzige größere Baum, der mit seiner Krone über das Kind im Korb auf dem Kopf der Frau ragt. Insgesamt zeichnet sich Kölers Gemälde durch seine warme Farbpalette aus.
Im Werk Kölers aus dieser Zeit finden sich einige vergleichbare Motive. So zum Beispiel das Gemälde Tütarlaps allikal 1858 bis 1861, das ein Mädchen beim Wasserschöpfen aus einem Flusslauf zeigt.